# 顺义减河公园
40°08′19″N 116°39′50″E / 40.1385383°N 116.6638099°E

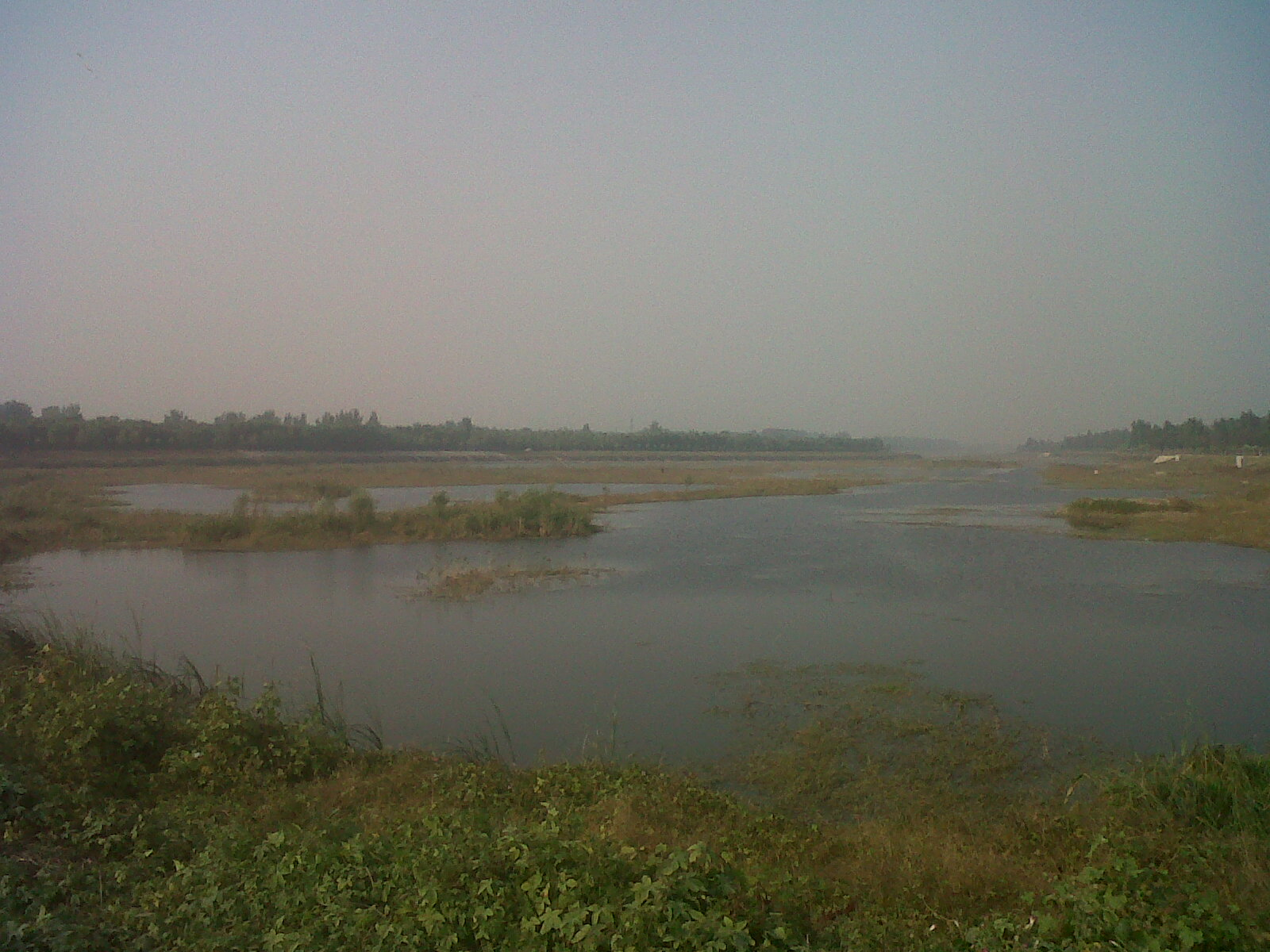
位于北京顺义减河与潮白河汇合地区潮白河上游位置的原生态湿地

北京顺义减河公园，位于减河与潮白河交汇处，通常简称“减河公园”。减河公园，是2008年北京奥运会水上运动项目举办地之一。公园东起减河与潮白河交汇处，西至南白路，全长3.8千米，南北两岸绿化带平均宽度各100米，河道居中，与两侧绿地组成平均宽度300米的滨水带状公园，用地总面积185公顷，其中，水面积31公顷，绿化面积154公顷。
在其最北边有一道为了防止河水倒流的土堤，其北部的潮白河在水量不充足时已沼泽化，形成一片广阔的原生态湿地，为未开发地带。其最东边为潮白河大桥，桥下河面宽达688米，是潮白河流径北京地区内最宽的部分之一。